# Chiesa di San Michele Arcangelo (Quiliano)
La chiesa di San Michele Arcangelo è luogo di culto cattolico situato nella frazione di Montagna nel comune di Quiliano, in provincia di Savona. La chiesa è sede della parrocchia omonima facente parte del vicariato di Savona della diocesi di Savona-Noli.

## Storia e descrizione
La chiesa si presenta oggi a navata unica con quattro cappelle laterali (dedicate alle Anime purganti, San Luigi Gonzaga, santi Marco e Marcellino, Madonna del Rosario) ed è frutto di un totale rifacimento operato tra il 1858 e il 1861. L'intitolazione a san Michele potrebbe tradire un'origine longobarda, anche se la prima citazione dell'edificio risale al 1141.
L'aula rettangolare è scandita da lesene sormontate da capitelli con foglie d'acanto. Il presbiterio è semicircolare e la volta a botte. Pregevole l'altare maggiore in marmo e il coro ligneo, entrambi provenienti dalla chiesa antecedente l'attuale e risalenti al Settecento.